# Fuscidea recensa
Fuscidea recensa är en lavart som först beskrevs av Stirt., och fick sitt nu gällande namn av Hertel, V. Wirth & Vezda. Fuscidea recensa ingår i släktet Fuscidea och familjen Fuscideaceae.  Utöver nominatformen finns också underarten arcuatula.

## Bildgalleri

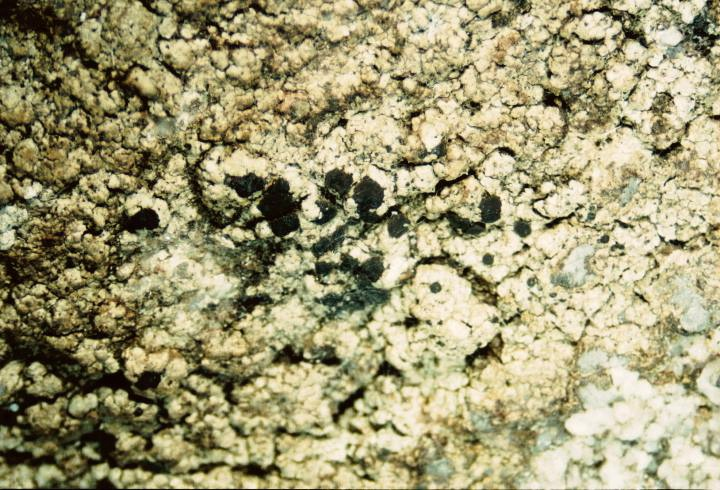
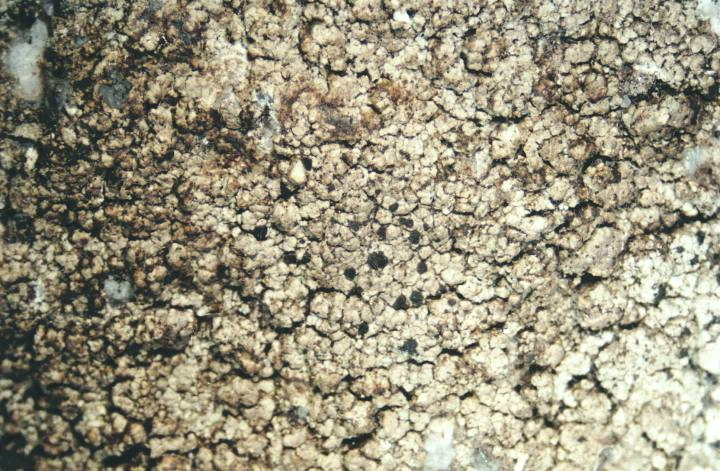
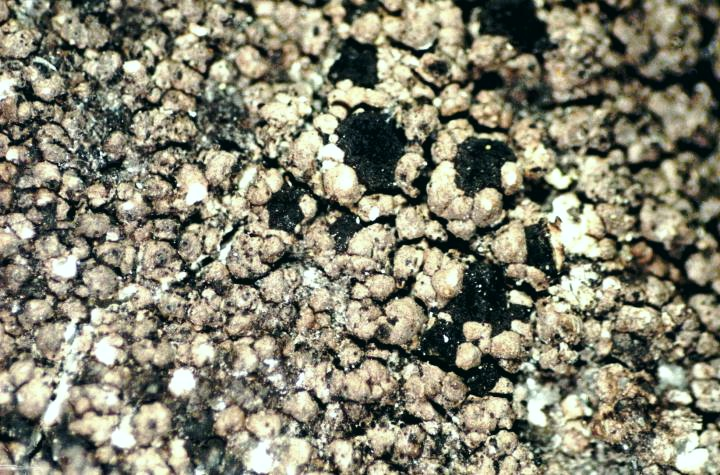
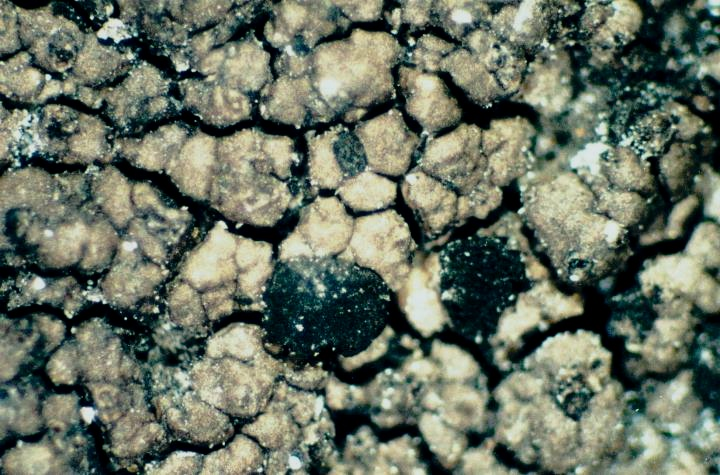
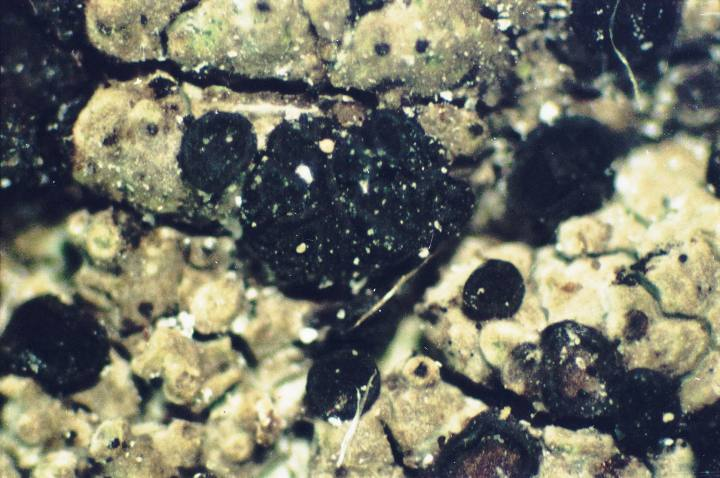
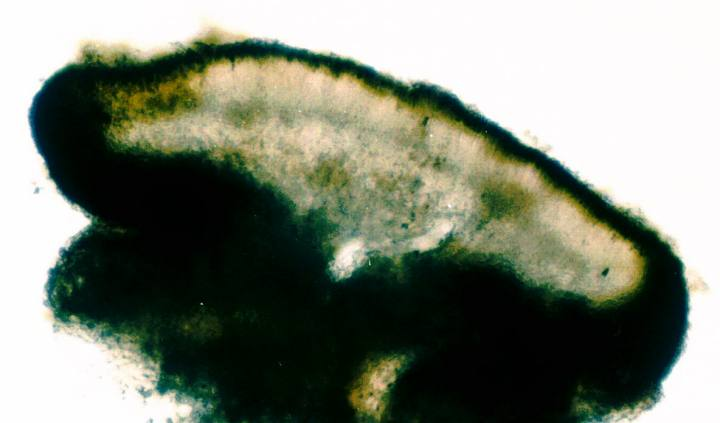
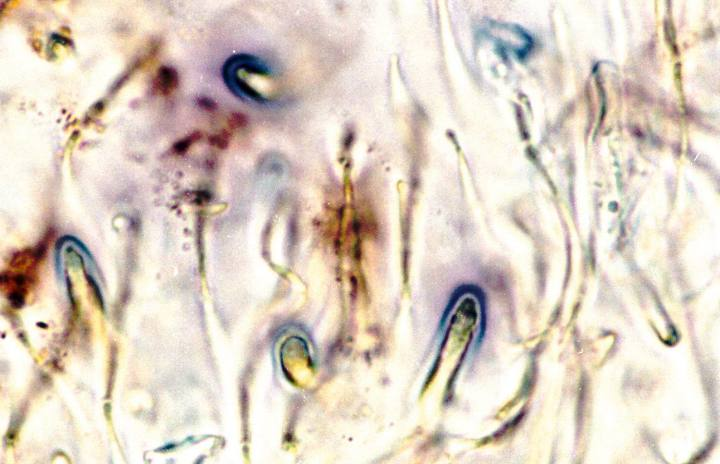
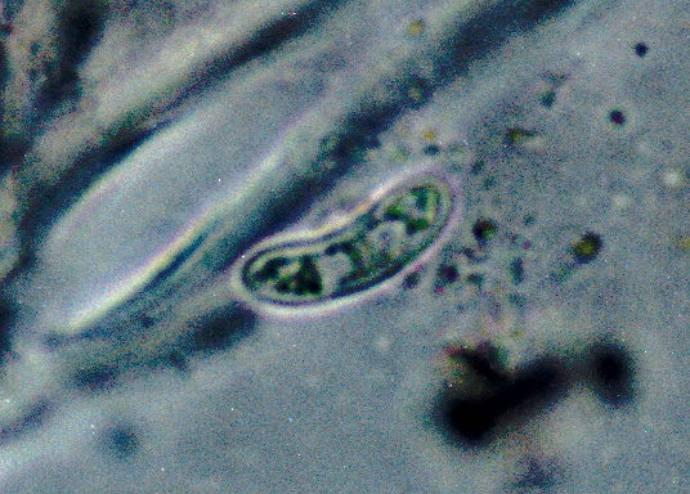
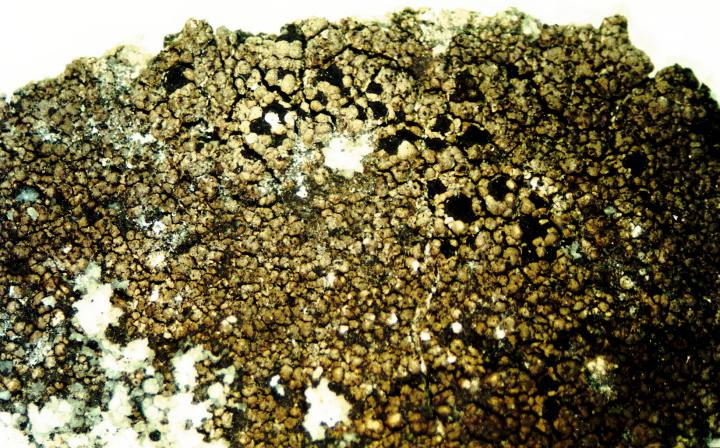